# Його час настане
«Його час настане» (рос. Его время придёт) — радянський чорно-білий біографічний художній фільм 1957 року, знятий на кіностудії «Ленфільм» і Алма-Атинській кіностудії.

## Сюжет
Про знаменитого просвітителя XIX століття — сина казахського народу Чокана Валіханова, вченого-етнографа і відомого мандрівника.

## У ролях
- Нурмухан Жантурин — Чокан Валіханов, мандрівник і просвітитель
- Геннадій Карнович-Валуа — Чернишевський
- Володимир Честноков — Достоєвський
- Олег Лебедєв — Семенов-Тян-Шанський
- Камасі Умурзаков — Кужук
- Калибек Куанишбаєв — Чингіз
- Шайза Ахметова — Айша
- Шахан Мусін — Баймагомбет
- Курманбек Жандарбеков — Садик
- Абен Мухамедьяров — Омар
- Ахмед Шамієв — Нармагамбет
- Шамши Тюменбаєв — Манасши
- Геннадій Мічурін — Гутковський
- Петро Чернов — Черняєв
- Костянтин Барташевич — капітан
- Адріан Філіппов — Сергій Охотников
- Михайло Погоржельський — Олександр II
- Георгій Чорноволенко — Кроеріус
- Костянтин Адашевський — Уестербі
- Олексій Кельберер — Фрідерікс
- Павло Панков — міністр
- Калкен Адільшинов — епізод
- Галина Водяницька — Анна Павлівна, хазяйка салону
- Євген Григор'єв — Микола Олексійович
- Хадіша Жиєнкулова — епізод
- Камал Кармисов — епізод
- А. Ташев — епізод
- Ахат Толубаєв — епізод
- Сергій Карнович-Валуа — генерал Кадочников
- Кирило Лавров — Вольдемар, учасник експедиції Черняєва
- Алтинбек Кенжеков — епізод
- Ніна Ольхіна — Олена
- Георгій Мілляр — Хохловкін, таємний радник
- Людмила Пономарьова — епізод
- Євген Деммені — епізод
- А. Хватов — епізод
- М. Ходжикулов — епізод
- Ігор Боголюбов — епізод
- Георгій Самойлов — епізод
- Сергій Полєжаєв — епізод
- Анатолій Шведерський — епізод
- Сергій Свистунов — епізод
- Георгій Мочалов — епізод
- Анатолій Павлов — секретар східного відділу
- Василь Максимо — міністр
- Ігор Михайлов — ад'ютант Черняєва

## Знімальна група
- Режисер — Мажит Бегалін
- Сценаристи — Михайло Блейман, Сергій Єрмолинський
- Оператори — Самуїл Рубашкін, Іскандер Тинишпаєв
- Композитор — Євген Брусіловський
- Художник — Ігор Вускович